# 伊朗裔澳大利亚人
伊朗裔澳大利亚人亦可被称作波斯裔犹太人，是指拥有伊朗血统的澳大利亚公民或者在澳伊朗公民。

## 历史
第一位移民澳大利亚的伊朗人名为哈米德·默蒂斯（Hamed Mortis/ حامد مرتس），他于1883年10月20日在新南威尔士州归化为澳国公民。除他以外的早期移居新南威尔士州的伊朗人就只有穆罕默德·阿明·汗（Mohamad Ameen Khan/ محمد امین خان），他于1899年6月29日归化入籍。
19世纪，只有很少的伊朗人会移居至维多利亚州，1891年人口普查结果显示，当时维多利亚州的伊朗裔人只有7个。1950年至1977年间，首次出現大批量的伊朗人移居澳大利亚，但在移民人数方面，这次移民潮还是相对较小的。在这段时间里，每年都有几千名伊朗游客入境澳大利亚，而其中只有几百人是移民，他们主要是决意留下来的大学生。1979年，伊朗伊斯蘭革命爆发，该国维持了2500多年的君主制结束，革命后不久，大量伊朗人移居澳国，这批人占据了当时的在澳伊朗人的一大部分。1978年至1980年间，以移民身份入境澳大利亚的伊朗人的年均人数上升至5000多。1980年至1988年间，又出现了伊朗人移民澳洲潮。自2000年起，依然有一批伊朗人在移居澳大利亚，特别是工程师和医生。
伊朗人中，有些使用波斯语，有些讲阿塞拜疆语、库尔德语，还有人讲的是源自伊朗各地的波斯语言及方言。伊朗人移民澳大利亚后依旧遵循伊朗传统，其中就包括庆祝纳吾肉孜节。伊朗裔澳大利亚人中既有穆斯林也有非穆斯林。不信仰伊斯兰教的伊朗裔人包括伊朗基督徒（主要是亚美尼亚人和亚述人）、巴哈伊教徒、曼達安教徒、犹太人以及祆教徒。2011年，澳大利亚统计局表示，经人口普查，生于伊朗的澳大利亚居民的主要宗教信仰是伊斯兰教（12686人）和巴哈伊教（6269人）。在这些生于伊朗的澳大利亚居民中，有18.4%的人自称“无宗教信仰”，而在澳大利亚全国人口方面，该比例为22.3%。另有9.4%的伊朗裔没有透露自己的宗教信仰。
一些资料称，据估计，在海外的伊朗人中的一大部分都是在1979年革命后离开祖国的，而他们中的大部分都定居在美国和西欧，相比较而言，在澳伊朗人社群非常小。伊朗裔澳大利亚人社群中诞生过各行各业（包括法学、医学、工程学、商业以及艺术）的名人。

## 伊朗裔澳大利亚人人口普查
1991年，澳大利亚统计局（ABS）公布的数据显示，当时的在澳伊朗人人口为12914。2004年，澳大利亚全国有18798人自称有伊朗血统。